# Sörby, Trelleborgs kommun
Sörby är en bebyggelse i Anderslövs socken på Söderslätt i Trelleborgs kommun, Skåne län. Området avgränsades före 2015 till en småort för att därefter räknas som en del av tätorten Anderslöv.